# 아이멘 다멘
아이멘 다멘(아랍어: أيمن دحمان, Aymen Dahmen, 1997년 1월 28일 ~ )은 튀니지의 축구 선수로 현재 사우디아라비아 1부 리그의 알하젬에서 골키퍼로 활약하고 있다.